# Bridgewater (Massachusetts)
Bridgewater és una població dels Estats Units a l'estat de Massachusetts. Segons el cens del 2000 tenia 25.185 habitants.

## Demografia
Segons el cens del 2000, Bridgewater tenia 25.185 habitants, 7.526 habitatges, i 5.584 famílies. La densitat de població era de 353,7 habitants per km².
Dels 7.526 habitatges en un 38,6% hi vivien nens de menys de 18 anys, en un 61,5% hi vivien parelles casades, en un 9,5% dones solteres, i en un 25,8% no eren unitats familiars. En el 19,6% dels habitatges hi vivien persones soles el 7,7% de les quals corresponia a persones de 65 anys o més que vivien soles. El nombre mitjà de persones vivint en cada habitatge era de 2,81 i el nombre mitjà de persones que vivien en cada família era de 3,27.
Per edats la població es repartia de la següent manera: un 22,9% tenia menys de 18 anys, un 14,7% entre 18 i 24, un 32,9% entre 25 i 44, un 20,9% de 45 a 60 i un 8,6% 65 anys o més.
L'edat mediana era de 34 anys. Per cada 100 dones de 18 o més anys hi havia 111,9 homes.
La renda mediana per habitatge era de 65.318 $ i la renda mediana per família de 73.953$. Els homes tenien una renda mediana de 48.438 $ mentre que les dones 32.383$. La renda per capita de la població era de 23.105$. Entorn de l'1,9% de les famílies i el 3,5% de la població estaven per davall del llindar de pobresa.

## Fills Il·lustres
- Dunham Jackson (1888-1946), matemàtic